# Pesti Barnabás
Pesti Barnabás (Getzler József, Sátoraljaújhely, 1920. október 4. – Sopronkőhida, 1944. december 24.) vegyészmérnök, az illegális magyar kommunista mozgalom tagja, a nyilas diktatúra áldozata.

## Élete
Getzler József néven született. Apjának rőfösüzlete volt Sátoraljaújhelyen, de korán meghalt, így édesanyja Miskolcra költözött saját apjához, aki zsidó vallását gyakorló ember volt, és szeszfőzdét vezetett. Miután ők is meghaltak, nyolcéves korától Paula nővére és annak férje, Vincze Oszkár banktisztviselő nevelték. Utóbbi az MSZDP tagja volt, és 1919-es vörös katona múlttal rendelkezett. A középiskolát a miskolci Hunfalvy János reálgimnáziumban végezte, ahol jeles tanuló volt, és jól megtanult franciául is. 1938-ban érettségizett.
Vegyészmérnöknek készült, de mivel zsidó származása miatt a numerus clausus törvény kevesebb esélyt hagyott számára magyarországi egyetemen továbbtanulni, 1938-ban a franciaországi Toulouse-ban kezdte meg tanulmányait. Egyetemistaként két magyar diáktársával, Honti Györggyel és Gazdag Ervinnel együtt lakott. 1941-ben szerezte meg a vegyészmérnöki diplomát.
1940-ben Poll Júlián keresztül került kapcsolatba a francia kommunista mozgalommal, amelynek tagjai gyűjtést szerveztek a Franciaországba internált spanyolországi internacionalisták számára. 1941-ben tagja lett a Francia Kommunista Pártnak, és bekapcsolódott a titkos munkába is. Élelmiszerjegyeket szerzett, és hamisított emigránsok számára, valamint Hitler-ellenes röpcédulákat terjesztett. Ez utóbbit úgy „gépesítette”, hogy a tekercsbe csavart cédulákat dróttal fogta össze, amelynek végét salétromsavba tette, és az egészet egy lépcsőházi ablakban helyezte el. Körülbelül 10-15 perc múlva a sav szétmarta a drótot, és a cédulák szétszóródtak az utcán.
1943 augusztusában érvényes vízummal, de kalandos úton hazatért Magyarországra, hogy itt folytassa az illegális kommunista szervezőmunkát. Megszerezte egy időközben elhunyt miskolci osztálytársa, Fächer Barnabás okmányait, és azokat használta, úgy, hogy a Fächer nevet Pestire hamisította. Diplomáját is félretette, és segédmunkásként, „Gergely György” álnéven helyezkedett el a budapesti Hungária Vegyipari Részvénytársaság Illatos úti telepén. Szikra Sándor és Ságvári Endre irányítása alatt kapcsolódott be a Kommunisták Magyarországi Pártja (akkori nevén Békepárt) és a Kommunista Ifjúmunkások Magyarországi Szövetsége illegális munkájába (röpcédulázás, illegális kiadványok terjesztése). Állítólag szabotázscselekményeket is végrehajtott munkahelyén, a vegyi üzemben.
Magyarország német megszállása (1944. március 19.) után a párt utasítására otthagyta a vegyi gyárat, illegalitásba vonult, hogy aktívan működhessen az ellenállási mozgalomban. Egy csepeli „akciógárdát” irányított, amelynek Kreutz Róbert és Pataki István is tagjai voltak. Röpiratokat terjesztettek, antifasiszta falfirkákat készítettek, és táblákat helyeztek el magasan húzódó villanydrótokon. Pesti Barnabás találta föl a „Ságvári-tekercset”, amely abból állt, hogy több száz röpcédulát összetekercselt, lazán összekötött, majd villamos ütközőjére szerelte. A villamos elindulásakor a tekercs kibomlott, és szétszórta a röpcédulákat. Azért nevezték „Ságvári-tekercsnek”, mert az így terjesztett cédulák elsőként Ságvári Endre megölését adták hírül. Emellett Pesti foglalkozott hamis igazolványok készítésével, és élelmiszerjegyek beszerzésével is. Mindebben társa volt akkori menyasszonya, Izrael Sára, akivel 1944. szeptember 13-ig tartották a kapcsolatot.
1944 őszétől Pesti Barnabás feladatává vált fegyverek és lőszerek beszerzése is. Bár nincs nyoma annak, hogy maga bekapcsolódott volna fegyveres akciókba, de az általa irányított „akciógárdák” több nyilasházat (Thököly úti, Rökk Szilárd utcai, Tisza Kálmán utcai) és nyilas gyűlést is megtámadtak.
A nyilas hatóságoknak 1944. november 23-án sikerült elfogniuk és letartóztatniuk Pataki Istvánt és Kreutz Róbertet, majd nem sokkal később Pesti Barnabást is. A Margit körúti gyűjtőfogházba vitték, és súlyosan megkínozták őket. December 12-én onnan a politikai foglyokat busszal a sopronkőhidai fegyházba szállították, majd a nyilas hadbíróság is oda tette át székhelyét, és megkezdték a halálos ítéletek sorozatgyártását. December 22-én került sor Dominiki András hadbíró őrnagy vezetésével Pesti Barnabás, Pataki István, Kreutz Róbert, Berecz (Braun) Bertalan és Szikra Sándorné Lőrinczi Auguszta ügyének tárgyalására. Közülük az első hármat kötél általi halálra ítélték, amit másnap kegyelemből golyó általira enyhítettek. Az ítéleteket 1944. december 24-én önként jelentkező katonák hajtották végre a fegyház udvarán. Ugyanazon a napon végezték ki Sopronkőhidán Bajcsy-Zsilinszky Endrét is.